# Вишпільська сільська рада
Вишпільська сільська рада — колишня адміністративно-територіальна одиниця та орган місцевого самоврядування в Черняхівському районі Волинської округи Київської та Житомирської областей УРСР з адміністративним центром у селі Вишпіль.

## Населені пункти
Сільській раді на момент ліквідації були підпорядковані населені пункти:
- с. Вишпіль

## Історія та адміністративний устрій
Створена 6 лютого 1928 року в с. Вишпіль Зороківської сільської ради Черняхівського району Волинської округи.
Станом на 1 вересня 1946 року сільрада входила до складу Черняхівського району Житомирської області, на обліку в раді перебувало с. Вишпіль.
Ліквідована 11 серпня 1954 року, відповідно до указу Президії Верховної ради УРСР «Про укрупнення сільських рад по Житомирській області»; територію та с. Вишпіль включено до складу Зороківської сільської ради Черняхівського району Житомирської області.